# Vasúti mellékvonal

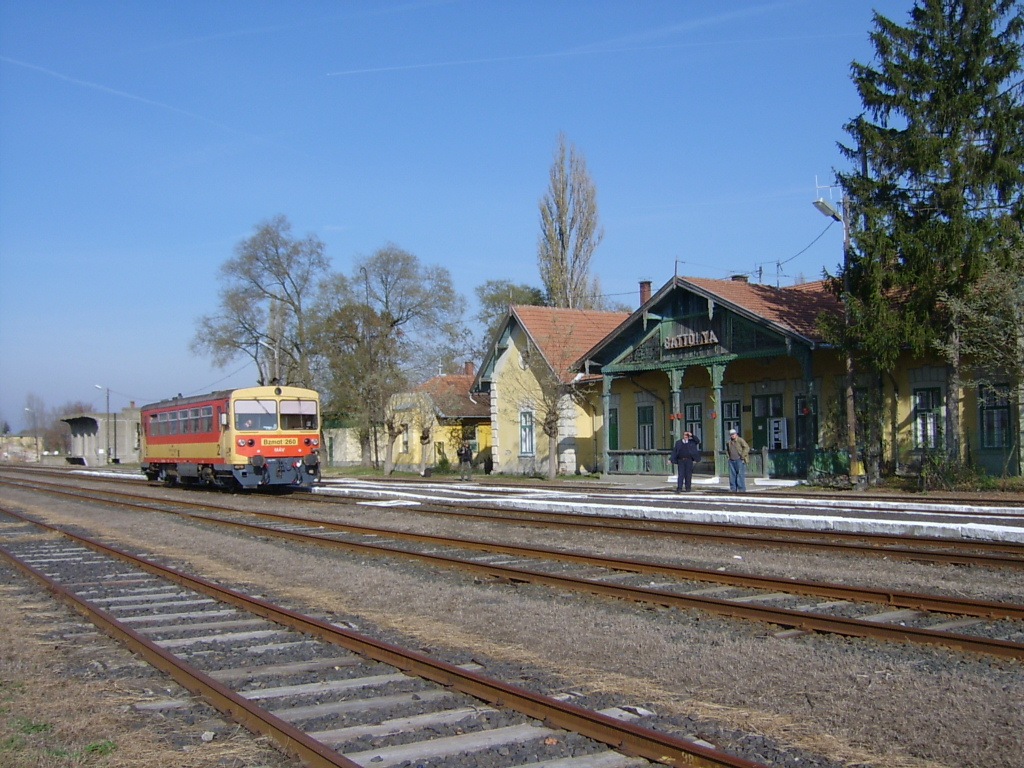
Battonya vasútállomás a 125-ös mellékvonalon

A vasúti mellékvonal olyan térségi jelentőségű vasútvonal, amely az országos jelentőségű hálózatból kiágazik (szárnyvonal), vagy (részben stratégiai jelentőségű) összeköttetést biztosít fővonalak közt. A mellékvonalakat a gyengébb műszaki kivitel, alacsonyabb építési és fenntartási költség, csekély forgalom és alacsony bevétel jellemzi.

## Történetük
A mellékvonalakat régen másodrangú vasútvonalnak vagy a régi alsórendű utak mintájára vicinálisnak nevezték, és gyakran helyi érdekű vasúttársaságok építették. A legtöbb mellékvonal a 19. század végén – a 20. század elején épült. A HÉV vonalakon a vasútüzemet gyakran kezdettől fogva a MÁV biztosította, maga a pálya csak a HÉV társaság megvásárlásakor, csődbe menetelekor, illetve államosításakor került az államvasúthoz.

## Üzemeltetésük, gondjaik
A mellékvonalak a 20. század végén, 21. század elején több okból kifolyólag nehéz helyzetbe kerültek.
- A közösségi közlekedés részaránya csökken, ami a fővonalakon is megnehezíti a gazdaságos személyszállítást. További nehézség az állami szerepvállalás tisztázatlansága a finanszírozásban - hosszú távú szerződések hiánya, késedelmes vagy elmaradó kifizetések, konszolidációk esetlegessége. A mellékvonalak esetében a veszteség oka a csökkenő utasszám mellett a MÁV szervezeti struktúrájában is kereshető: hiányoznak a helyi döntési szintek, jogi és költségvetési vonatkozásban egyformán kezelik többek közt a keskeny nyomközű regionális vasutakat, mint az országos fővonalakat, a fővonali vesztesség egy részét a mellékvonalakra terhelik azáltal, hogy a vasút sokkal kevesebbet költ rájuk, miközben a személyszállító társaságok ugyanazokat a díjakat fizetnek a rossz minőségű pályákon való közlekedésért, mint fővonal esetében.
- Az alacsony utasszám elsősorban az egyéni motorizált közlekedés térnyerése és az elmaradt fejlesztések következménye: a menetrend gyakran nem követi az igényeket, csökkent az utaskomfort és a pályaállapotok függvényében kisebb-nagyobb mértékben nőtt az eljutási idő. A sebesség alacsonyabb a kívánatos 60–80 km/h értéknél, a pályák "lassújelekkel" vannak terhelve. Gyakori a talpfák használata vasbetonaljak helyett, valamint gyengültek az alépítmények, elöregedett a sínanyag, ebből kifolyólag csak kis tengelynyomás lehetséges.
- A mellékvonalakon a kismértékű járműfejlesztés miatt jellemzően kevésbé komfortos vonatok közlekednek – a gördülőanyag átlag életkora magas, jellemző a motorkocsis üzem (túlnyomó részben csehszlovák eredetű, remotorizált Bzmot). A kényelemnek fontos vonatkozása a zaj: a mellékvonali vonalak zajosabbak, egyfelől a pálya miatt (ritka a hegesztett mellékvonali pálya, ahol nem "kattog, zakatol" a vonat) másfelől a régi dízel motorkocsik motorhangja is jobban behallatszik az utastérbe. A komfort emelése nehéz: egy új busz egy korszerű motorkocsi árának a töredékébe kerül.
- Sok helyen előnytelen a pálya vonalvezetése: építéskor döntően gazdasági szempontok szerint jelölték ki, fontosabb volt egyes uradalmak bekötése a hálózatba mint a települések közelsége. A mellékvonalakat eleve alacsony sebességre építették ki, gyakoriak a kisívű kanyarok, de a pálya átépítése jelen körülmények között nem minden esetben térülne meg. Versenyképtelenné vált a vasút ott, ahol a vasútállomás messze van a központtól (vagy magától a településtől), míg a buszok több helyen is megállnak. Előfordul, hogy a megváltozott illetve megszűnt utas- és áruáramlás miatt egy-egy vasútvonal teljesen okafogyottá válik. Továbbá különleges helyzetet teremtett a trianoni békeszerződés, az újonnan kialakított államhatárok számos vasútvonalat vágnak ketté, ami a vicinálisok esetében gyakran a vonal megcsonkítását vagy felhagyását eredményezte. Számos esetben a forgalmasabb csomópont a határ túloldalára került.
- A rendszerváltás során megszűnt sok vidéki üzem és gazdaság, ami a vasúti szállítás csökkenését okozta, ezért a darabárus üzletág megszűnése valamint a kocsirakományos forgalom visszaesése mellett kevés mellékvonalon maradt fenn vasúti teherszállítás. Az új betelepülő multinacionális cégek gyakran rendelkeznek saját kamionparkkal és nincsenek megelégedve az itteni vasúti szolgáltatással (pl. szállítási határidők), így inkább csak tömegáru esetén tartanak igényt vasúti szállításra. Visszaesett a személyforgalom is a szocialista nagyüzemek bezárásával vagy átalakításával; a munkaerő-elbocsátások miatt kevesebb a bejáró dolgozó.
- A közlekedési integráció hiánya nem kedvez a mellékvonalaknak: gyakran vonatok közt sincs megoldva a csatlakozás, a buszjáratokkal való csatlakozás esetleges, holott az ütemes, buszos ráhordással rendelkező mellékvonali üzem sok utast hozna a vasúti fővonalakra. Ehelyett a 21. század elején a busz- és vasútközlekedés két különálló rendszerként működik tovább, az elmúlt évekre a felemás menetrend mellett a vonatjáratok számának csökkentése volt jellemző. Hosszú távú tervezés és integráció nélkül az ilyen intézkedés a veszteség mérséklése helyett a vesztesség növelését és az összhatékonyság további csökkenését eredményezheti.
- Egyes mellékvonalak helyzetén javíthat a turistaforgalom, ami időszakos kihasználtságot jelent a meglévő csekélyebb, állandó hivatásforgalom mellett. Jó példák erre hegyi vasútvonalaink (Győr–Veszprém-vasútvonal, Füzesabony–Putnok-vasútvonal).

## Vonalbezárások
Sok mellékvonal (és kisvasút) végét jelentette az 1968-as közlekedéspolitikai koncepció amely a forgalom közútra terelését irányozta elő az akkoriban olcsó olajárak figyelembevételével. Elhibázott voltára az 1970-es évek olajárrobbanása során derült fény, de a tervgazdaság nem reagált a változásokra.
A mellékvonalak megszüntetése a rendszerváltás után is napirenden volt több kormány programjában is. 2007 márciusában 14 mellékvonalon állt le a forgalom, 2009. december 12-én újabb "24 és fél" vonalon szűnt meg a személyszállítás. A Gazdasági és Közlekedési Minisztérium a mellékvonalak többségét megvizsgálta, tekintettel a "szolgáltatóváltásra". Hivatalosan az érintett vonalakon a "forgalom ideiglenesen szünetel", elvileg térségi vasútként üzemeltethetők, igény esetén akár magánvasúti társaságok közlekedtethetnek rajtuk vonatokat. Gyakorlatilag amíg a regionális vasútközlekedés üzemi, jogszabályi és finanszírozási keretei nincsenek meg az infrastruktúra korszerűsítését is beleértve, addig kevés esély van térségi vasútüzemek tényleges létrejöttére. Közben a "szünetelő" pályák állaga gyorsan romlik, a létesítmények fenntartása és őriztetése nagy terheket ró a pályavasútra és államháztartásra, emellett is előfordulnak heveder- és sínlopások, ami további akadályt jelent a forgalom esetleges újraindulásakor.
A bezárt vonalak egy részén folyik teherszállítás, nagyobbik részükön viszont teljesen megszűnt a vasúti közlekedés.

## Vonalreaktiválások, új közlekedéspolitika
A Fidesz politikusai (Fónagy, Völner, Navracsis) a bezárások és a 2010-es országgyűlési választások előtt gyakran hangoztatták, hogy kormányalakításuk esetén mindenhol helyreállítják a mellékvonali vasútüzemet, ahol "műszakilag lehetséges". 2010. július 4-én ígéretük részbeni teljesítése gyanánt négy vasútvonalat reaktiválták napi 2-3 vonatpár mellett: Székesfehérvár–Komárom-vasútvonalon, Pápa–Csorna-vasútvonalon, Karcag–Tiszafüred-vasútvonalon és Lajosmizse–Kecskemét vonalszakaszon (142). A Zirc–Veszprém (11) vonalszakaszon, ahol a 2009/10 évi menetrend szerint idáig hétköznap nem járt vonat, a ritka hétvégi közvetlen Győr–Veszprém járatpárokat hétköznap is leközlekedtetik. A sokak által bírált gyér menetrendet "ideiglenesnek" minősítették, további vonalak reaktiválását kilátásba helyezték, részben még 2010-ben, részben később elképzelhető. A kormányzati szándék szerint 2010 őszén bemutatják az új hosszú távű közlekedéspolitikát.

## Vasúti mellékvonalak jogi helyzete Magyarországon
Jogi helyzetüket tekintve országos vasúti mellékvonalnak minősülnek azon vasúti pályák, melyeket tartalmazza a 2016-ban hatályba lépett mellékvonalak felsorolásáról szóló kormányrendelet, valamint az azokból elágazó deltavágányok is. Amennyiben jogszabály-változtatás során egy mellékvonal kikerül a kormányrendelet felsorolásából, az a kivezetéssel nem minősül automatikusan megszüntetettnek. A felsorolásból kikerült vasúti pályák egyéb vasútvonalaknak minősülnek, megszüntetése kizárólag a vasúti közlekedési hatóság műszaki engedélye birtokában lehetséges.
A vasúti építmények építésügyi hatósági engedélyezési eljárásainak részletes szabályairól szóló kormányrendelet szerint országos vasúti mellékvonalnak számító vasúti pályákra nem adható ki megszüntetési, bontási engedély. Továbbá ugyanez kormányrendelet könnyítéseket is tesz a mellékvonalak fejlesztése érdekében: A vasútbiztonsági engedéllyel rendelkező vasúti társaságok – mint a MÁV Pályaműködtetési Zrt. vagy a GYSEV – vasút építési eljárás helyett bejelentés alapján növelhetik a pályasebességet, valamint létesíthetnek akadálymentes utasperonokat vasúti mellékvonalakon.

## Az országos mellékvonalak listája
- 4: Esztergom–Almásfüzitő
- 9: Fertőszentmiklós-Pomogy oh.-Nezsider (a GYSEV üzemelteti)
- 11: Győr–Veszprém
- 13: Környe–Pápa (személyszállítás nincs, teherforgalom Veszprémvarsány-Franciavágás és Környe-Oroszlányi Erőmű iparvágány-kiágazás között fenntartva)
- 14: Pápa–Csorna
- 18: Szombathely–Kőszeg
- 22: Körmend–Zalalövő (személyszállítás nincs, a pálya vasúti forgalomra alkalmatlan)
- 23: Zalaegerszeg–Rédics
- 24: Zalabér–Batyk–Zalaszentgrót (személyszállítás nincs)
- 27: Lepsény–Veszprém (személyszállítás Lepsény és Hajmáskér között nincs, Hajmáskér–Papkeszi között a teherforgalom fenntartva)
- 35: Kaposvár–Siófok
- 36: Kaposvár–Fonyód
- 37: Balatonmáriafürdő elágazás–Somogyszob (személyszállítás nincs)
- 38: Nagyatád–Somogyszob
- 39: Balatonfenyves–Csiszta-Gyógyfürdő
- 39b: Balatonfenyves–Somogyszentpál
- 42: Mezőfalva–Paks (személyszállítás nincs)
- 43: Mezőfalva–Rétszilas
- 45: Székesfehérvár–Sárbogárd
- 47: Godisa–Komló
- 48: Keszőhidegkút-Gyönk–Tamási (személyszállítás nincs, teherforgalom fenntartva)
- 49: Dombóvár–Lepsény (személyszállítás nincs, Lepsény és Enying között a forgalomból kizárva)
- 50: Dombóvár-Bátaszék
- 60: Szentlőrinc–Gyékényes
- 61: Szentlőrinc–Sellye
- 62: Középrigóc–Villány (személyszállítás nincs, Villány - Harkány, Vajszló - Sellye valamint Sellye és Drávafok között a teherforgalom fenntartva)
- 64: Pécs–Bátaszék (személyszállítás nincs)
- 75: Vác–Balassagyarmat
- 76: Diósjenő–Romhány (a személyszállítás 2007-ben, a teherforgalom 2009-ben megszűnt)
- 83: Mátramindszent–Mátranovák-Homokterenye (járhatatlan, több helyen elbontva)
- 84: Kisterenye-Kál–Kápolna (személyszállítás nincs, Kisterenye és Mátramindszent, valamint Recsk-Parádfürdő és Kál-Kápolna között a teherforgalom fenntartva; a tolatós tehervonatok mellett 2009 nyarától folyamatosan zajlik kőszállítás az Eurocom magánvasúttal. A Tarna-völgyi települések küzdenek a kőszállítás minél teljesebb mértékű vasútra tereléséért. A vonal teljes hosszban járható.)
- 86: Vámosgyörk–Újszász
- 87: Eger–Putnok (a Szilvásvárad-Putnok szakasz forgalomból kizárva)
- 88: Mezőcsát–Nyékládháza (személyszállítás nincs)
- 95: Rudabánya–Kazincbarcika (személyszállítás nincs, szórványos teherforgalom)
- 98: Szerencs–Hidasnémeti
- 102: Kál-Kápolna–Kisújszállás
- 103: Karcag–Tiszafüred
- 105: Debrecen–Nyírábrány
- 106: Debrecen–Sáránd–Nagykereki
- 107: Sáránd–Létavértes (személyszállítás nincs)
- 108: Debrecen–Füzesabony
- 109: Tiszalök–Debrecen
- 111: Mátészalka–Záhony
- 112: Nagykálló–Nyíradony (személyszállítás nincs)
- 113: Mátészalka–Zajta
- 114: Mátészalka–Csenger
- 116: Nyíregyháza–Vásárosnamény
- 117: Görögszállás–Ohat-Pusztakócs (személyszállítás nincs a Tiszalök–Ohat-Pusztakócs szakaszon)
- 118: Nyíregyháza–Balsai Tisza-part (személyszállítás nincs)
- 119: Herminatanya–Dombrád (személyszállítás nincs)
- 121: Kétegyháza–Mezőhegyes–Újszeged
- 125: Mezőtúr–Orosháza–Mezőhegyes–Battonya
- 126: Kisszénás–Kondoros (személyszállítás nincs)
- 127: Körösnagyharsány–Vésztő–Gyoma (személyszállítás nincs a Körösnagyharsány-Vésztő szakaszon)
- 128: Kötegyán–Vésztő–Püspökladány
- 129: Murony–Békés (forgalomból kizárva)
- 130: Tiszatenyő–Hódmezővásárhely
- 145: Szolnok–Kiskunfélegyháza
- 146: Kecskemét–Kunszentmárton
- 147: Kiskunfélegyháza–Szentes–Orosháza
- 148: Kecskemét KK–Kiskőrös KK (személyszállítás nincs)
- 149: Törökfái–Kiskunmajsa KK (személyszállítás nincs)
- 151: Kunszentmiklós-Tass–Dunapataj (személyszállítás nincs, a teherforgalom lehetséges Soltig, Solt és Dunapataj között a forgalomból kizárva)
- 152: Kecskemét–Fülöpszállás (személyszállítás nincs, a teherforgalom fenntartva)
- 153: Kiskőrös–Kalocsa (személyszállítás nincs, a teherforgalom fenntartva; a vonalat 2008-2009-ben átépítették, így lehetséges M62 sorozatú dízelmozdonyokkal is kiszolgálni, ami előnyös lesz a tervezett meghosszabbítás után megnövekvő teherforgalomban)

## Egyéb vonalszakaszok
Az itt felsorolt vonalszakaszokon vagy csak teherforgalom folyt, vagy a trianoni békeszerződés miatt elvágott vasútvonalak használaton kívüli része, esetleg régebben leállított, már csak teherforgalomra alkalmas vonal.
- Adony – Adonyi Dunapart
- Ajka – Padragkút (Padragkút és a Bauxitrakodó között fölszedve 2006-ban)
- Ajka – Csinger
- Bácsalmás – Csikéria (benőtt, járhatatlan, bár az utolsó MÁV személyszállítási térkép szerint "különvonat rendelhető")
- Baja – Baja Dunapart
- Baja – Baja-külső
- Balatonszentgyörgy elágazás – Sármellék
- Bodajk – Balinka (járhatatlan)
- Börgönd – Szabadbattyán
- Dorog – Dorogi Mészkőhegy
- Dunakeszi – Dunakeszi-gyártelep
- Dunaújváros – Kikötő
- Eger rendező elágazás – Tihamér elágazás
- Hidas-Bonyhád – Bonyhád
- Kiskundorozsma szállásvágány
- Mezőkeresztes-Mezőnyárád – Bükkábrány (Mátrai Erőmű bükkábrányi bánya kiszolgáló vágánya)
- Ládi-Rakodó–Miskolc-Rendező-vasútvonal
- Mór – Pusztavám
- Nagyút – Visonta (a Mátrai Erőmű erőmű kiszolgáló vágánya)
- Nógrádszakál – országhatár (a szlovák vonatok péage forgalomban használják Nagykürtös-Nógrádszakál-Ipolytarnóc-Losoncz között)
- Pécs-felső – Pécsbánya-rendező
- Pécsbánya-rendező – Pécsbánya-telep
- Sajóecseg – Sajóbábony
- Szeged-rendező – Szeged-Tisza
- Székesfehérvár – Lovasberény (– Bicske) (Székesfehérvár-Lovasberény között van szórványos teherforgalom, Lovasberény és Bicske között járhatatlan, hiányos a pálya.)
- Tapolca – Zalahaláp
- Tokod elágazás – Tokod
- Uzsa – Uzsabánya
- Zirc – Dudar